# Julius von Hößlin

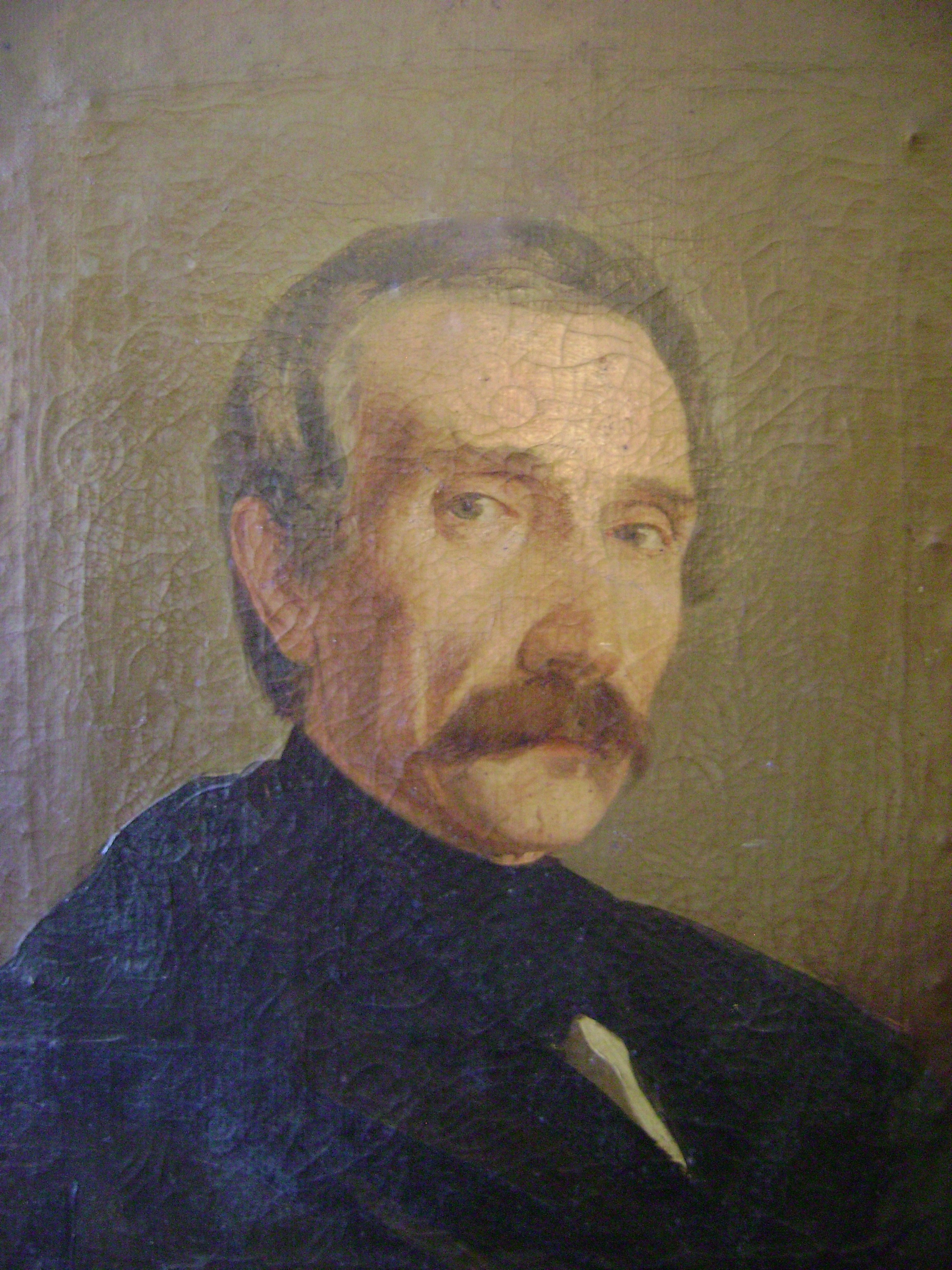
Julius Heinrich Balthasar von Hößlin

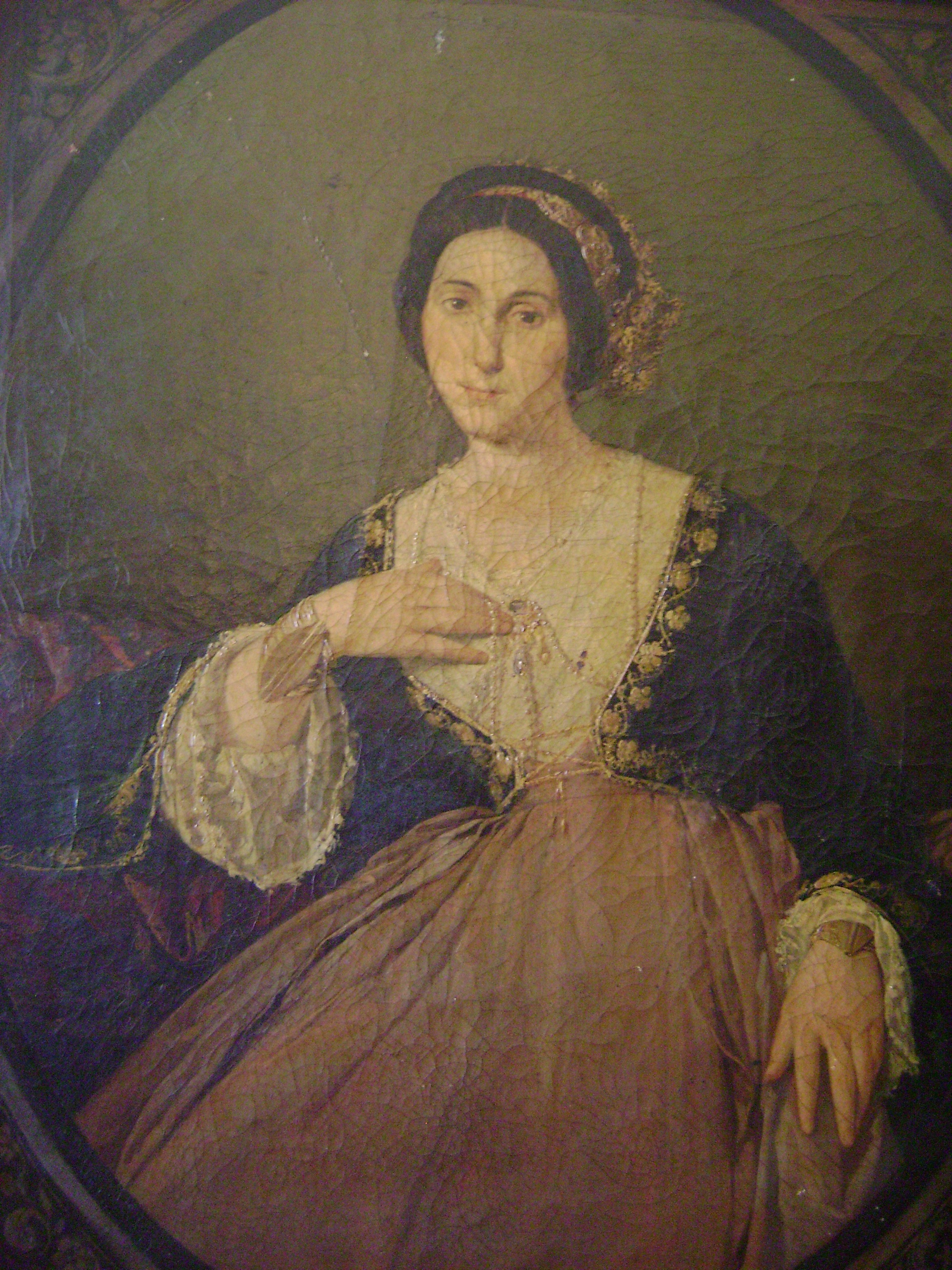
Christina Justina Chatziapostolou

Julius Heinrich Balthasar von Hößlin (Ιούλιος φον Έσσλιν; * 29. November 1802 in Triest; † 18. Januar 1849 in Athen) entstammte einer Augsburger Patrizierfamilie, war als Bankier zuerst in Triest, dann in Athen tätig.
In Triest hatten sich sein Vater und Onkel, Marcus Christoph Balthasar von Hößlin (1754–1811) und Carl Friedrich von Hößlin (1765–1840), Brüder von Sebastian Balthasar von Hößlin, niedergelassen und führten das Handels- und Bankhaus Gebrüder Hößlin und Comp. Das Bankgeschäft, der Baumwollhandel und die Reederei litten unter einem Überangebot auf dem Markt, sodass Julius von Hößlin alle Aktivitäten 1839 nach Athen verlagerte, wo seine Bank J. Hösslin & Cie bis zur Gründung der National Bank of Greece 1841 eine führende Rolle spielte. Julius von Hößlin beriet den griechischen Staat bei der Gründung dieser Bank, die damals auch als Nationalbank fungierte, und wurde in deren Vorstand berufen.
Julius hatte mit seiner Frau Christina Justina Chatziapostolou drei Söhne die alle in Athen geboren wurden:
Aristides Emanuel Balthasar von Hoesslin, 1839–1904 wurde Ingenieur, als solcher hat er den Hafen von Volos erbaut und zahlreiche andere Gebäude, die bis heute unter Denkmalschutz stehen, unter anderem die ehemalige Präfektur von Ermupolis (Insel Syros). Ferdinando Nikolaos Balthasar von Hoesslin fiel beim kretischen Befreiungskampf gegen die Osmanen auf Kreta, 24-jährig am 24. Oktober 1866.
Konstantin von Hößlin wurde ein bedeutender Politiker